# Jan Kanty Adam Lubieniecki
Jan Kanty Adam Lubieniecki, właśc. Jan Kanty Adam Lubieniecki z Lubieńca herbu Rola (ur. 13 października w 1764 w Balicach, zm. 30 kwietnia 1845 w Mostkach k/Bogorii) – hrabia w Królestwie Kongresowym w 1820 roku, deputat na trybunał, poseł na sejm, poseł na sejm Księstwa Warszawskiego. 
Jego żoną była Felicyta z hr. Konarskich. Był ojcem Hipolita Lubienieckiego i hr. Honoryny Lubienieckiej z Lubieńca h. Rola oraz prapradziadkiem mjr. Henryka Dobrzańskiego „Hubala”.